# プロジェクトA
『プロジェクトA』（中: A計劃、英: Project A）は、1983年に香港で公開された映画。主演、監督、武術指導、脚本をジャッキー・チェンが務めている。

## 概要
1900年代イギリス植民地下の香港を舞台に、水上警察と陸上警察が反目しながらも、最後には協力して海賊を倒すアクション映画。高い時計台から落下するシーンに代表される身体を張ったアクションのほか、コメディーシーンも数多く描かれている。
日本では本作のテーマソング「東方的威風」がテレビ番組のBGMで数多く使われるなど知名度が高く、日本におけるジャッキー・チェンの代表作的存在となっている。
『A計劃（えーけいかく）』は元々撮影時の仮タイトルである。仮タイトルは盗作やパクリが日常茶飯事（撮影中にパクり、パクった元より先に公開するということも行われた）だった香港映画界で、内容の見当をつけられないようにするため良く使われた手法だったが、『A計劃』は言葉の響きがいいことから、そのまま本編のタイトルに使われた。
2010年、『ダブル・ミッション』公開時に公式サイトにて行われたジャッキー作品のランキングを決める「A-1グランプリ」では1位を獲得している。

## ストーリー
20世紀初頭のイギリス植民統治下の香港。海賊が横行し、海を我が物顔で荒らしまわっていた。これを取り締まるはずのドラゴン（ジャッキー・チェン）たち水上警察は、いつもヘマをして海賊に逃げられてばかり。さらにジャガー隊長（ユン・ピョウ）率いる陸上警察と酒場で大乱闘事件を起こし、保有戦力の船艇が海賊に爆破されてしまうに至り、遂に水上警察は、陸上警察へ吸収統合されてしまう。
その頃、海賊退治のため派遣されてきたイギリス海軍の提督までも海賊たちに捕まり、乗組員が人質になる。香港総督は身代金を支払い穏便に済まそうとしたが、ドラゴンの説得を受けて旧水上警察部隊の再編成と指揮を一任。お互いの正義を愛する心を知って和解したドラゴンとジャガー、さらにドラゴンとは旧知の仲で、密かに海賊の財宝を狙うコソ泥フェイ（サモ・ハン・キンポー）も加わった精鋭メンバーは、乗組員の救出と海賊の全員逮捕を目的とした「A計画（プロジェクトA）」を発動させる。

## キャスト
| 役名                | 俳優                 | 日本語吹替                                                                   | 日本語吹替 |
| 役名                | 俳優                 | テレビ朝日版                                                                 | WOWOW版 |
| ------------------- | -------------------- | ---------------------------------------------------------------------------- | --- |
| ドラゴン / マー隊長 | ジャッキー・チェン   | 石丸博也                                                                     | 石丸博也 |
| フェイ              | サモ・ハン・キンポー | 水島裕                                                                       | 水島裕 |
| ジャガー警部        | ユン・ピョウ         | 野島昭生                                                                     | 古谷徹 |
| ロウ・サン          | ディック・ウェイ     | 石田弦太郎                                                                   | 大塚明夫 |
| パール              | イザベラ・ウォン     | 戸田恵子                                                                     | 戸田恵子 |
| 海上警察司令官      | ラウ・ハクスン       | 上田敏也                                                                     | 樋浦勉 |
| チー総監            | クワン・ホイサン     | 及川ヒロオ                                                                   | 千葉繁 |
| ひょうきん          | タイ・ポー           | 三ツ矢雄二                                                                   | 三ツ矢雄二 |
| 大口                | マース               | 村山明                                                                       | 飛田展男 |
| チョウ              | ウォン・ウェイ       | 千田光男                                                                     | 中村秀利 |
| リー                | リー・ホイサン       | 田中康郎                                                                     | 岩崎ひろし |
| クラブの店員        | ジョン・チャン       |                                                                              | |
| チョウの手下        | ワン・ファト         | 郷里大輔                                                                     | 佳月大人 |
|                     | クワン・ユイムン     |                                                                              | |
| 支配人              | アルバート・ロー     | 江原正士                                                                     | |
| 麻雀の客            | ウー・マー           | 清川元夢                                                                     | 多田野曜平 |
| 麻雀の客            | フォン・ギンマン     | 石森達幸                                                                     | 町田政則 |
| チャン              | ハン・イーサン       | 亀井三郎                                                                     | |
|                     | ユン・キンチョウ     |                                                                              | |
| 陸上警察隊員        | ポール・ウォン       |                                                                              | |
| 陸上警察隊員        | ユー・タウワン       |                                                                              | |
|                     | トン・インチャン     |                                                                              | |
| 海上警察隊員        | ワン・チンカン       | 大滝進矢                                                                     | |
| 海上警察隊員        | ベニー・ライ         |                                                                              | |
|                     | マン・キーワン       |                                                                              | |
| 酒場の給仕          | トー・シウミン       | 仲木隆司                                                                     | |
| 総督                | 役者名不明           | 大平透                                                                       | 銀河万丈 |
| その他              |                      | 徳丸完 稲葉実 目黒光祐 富田晃 鈴木勝美 福士秀樹 小川里永子 滝田絵子 木藤聡子 | 堂坂晃三 伊丸岡篤 小森創介 板取政明 高橋英則 真矢野靖人 玉野井直樹 中田隼人 林和良 及川ナオキ 武田幸史 國分和人 吉田真澄 星間美佳 平野夏那子 |

- 両バージョンともにパラマウント版Blu-rayに収録

## スタッフ
- 監督・原案・脚本・武術指導・アクション監督・主題歌：ジャッキー・チェン
- 脚本：エドワード・タン
- 製作：レナード・ホー
- 製作総指揮：レイモンド・チョウ
- 副監督：チャオ・ルーチャン、エドワード・タン
- 製作会社：ゴールデン・ハーベスト、ゴールデン・ウェイ・フィルムズ

### 日本語版スタッフ
| 役職                      | スタッフ                                 | スタッフ                                       |
| 役職                      | テレビ朝日版                             | WOWOW版                                        |
| ------------------------- | ---------------------------------------- | ---------------------------------------------- |
| 演出                      | 春日正伸                                 | 岩見純一                                       |
| 翻訳                      | 平田勝茂                                 | 平田勝茂                                       |
| 調整                      | 遠西勝三                                 | 新井保雄                                       |
| 効果                      | 南部満治 大橋勝次                        | リレーション                                   |
| 選曲                      | 河合直                                   |                                                |
| 録音                      |                                          | 常川総一                                       |
| 解説                      | 淀川長治                                 |                                                |
| 『プロジェクトV』メンバー |                                          | 崎本いづみ 宮尾裕保 古田彰 鷹梁恵一 與古田寛之 |
| 製作                      | ニュージャパンフィルム                   | HALF H・P STUDIO                               |
| 初回放送                  | 1987年1月4日 『日曜洋画劇場』 ノーカット | 2011年10月2日 『WOWOW大開局祭』 ノーカット     |
| 再放送                    | 1987年12月26日 『ゴールデン洋画劇場』    |                                                |

- テレビ朝日版：正月1作目としてノーカット版放送後、再放送は2時間枠にカットされ、フジテレビで頻繁にリピートされた。ユニバーサルより発売のデジタル・リマスター版DVD、パラマウントより2010年に発売された廉価版DVDには再放送2時間枠カット版が収録された。2012年発売の「日本語吹替収録版DVD」と「デジタル・リマスター版Blu-ray」と2014年発売の「エクストリーム・エディション(Blu-ray)」と各種配信には初回放送ノーカット版が収録された。Blu-rayではエンディングのNG集冒頭の石丸のセリフはカットされているが「日本語吹替収録版DVD」と「ジャッキー・チェン×サモ・ハン×ユン・ピョウ ゴールデントリオ コンプリートBOX」内の「プロジェクトA エクストリーム・エディション [Blu-ray]」では収録されている。
- WOWOW版：2014年発売の「エクストリーム・エディション(Blu-ray)」に収録。

### 受賞
- 【第四回香港電影金像奨】最佳動作設計：成家班[5]

## 制作
台湾の監督「丁善璽」がエグゼクティブディレクター（執行導演）として裏で作品を支えている。1982年9月2日から撮影開始、83年1月にラウ・ハクスンが亡くなり、9月には大型台風直撃でセットが崩壊、撮影用大型ヨットが沈没、10月末に完成するも、追加撮影を行い最終的に1983年12月に完成となる。

## NGクレジット
東宝東和で宣伝プロデューサー担当に抜擢された菅野陽介によるとNGテイクは本来、本編のラストクレジットに組み込むのではなく、宣伝用素材の一つとしてゴールデンハーベストから取り寄せたものだったという。ゴールデンハーベスト社から箱一杯に届いたNGフッテージはどれもラッシュ用で音がなく宣伝素材としては使いづらいため、エンディングにNGシーンを使うアイディアが生まれたという。

## 日本公開版
日本公開時には「ジャッキー・チェン10周年記念超大作」（初主演作品『タイガー・プロジェクト』の1973年から数えて10年）として宣伝され、劇場公開時のキャッチコピーにも使用された。
また、エンディングのNGシーンが異なっており、自転車チェイスシーンのBGMが日本独自のものに差し替えされている。なお、オープニングのクレジットシーンは、赤字のバージョンと白字のバージョンがある。

## 公開イベント：テルミナ ジャッキーチェンフェスティバル
1984年2月25日(土）PM１３：００から名古屋駅前テルミナ広場にて「ジャッキーチェンフェスティバル」が開催された。
１．「プロジェクトA」ダイジェストフィルムとJ・チェン予告編上映
２．「プロジェクトA」スチールパネル展（パネル15点は抽選で来場者に進呈）
３．パンフレット・キャラクター商品の即売会（特別プレゼント付き前売り券の販売あり）
４．プレゼントクイズ／来場者パネル・ポスタープレゼント

## 作品解説
本作は、1981年11月の『ドラゴンロード』撮影直後から製作準備が始まり、1982年夏から撮影が開始されたとみられる。
映画のプロットはカーク・ダグラスの映画『ヴァイキング』がカンヌ映画祭で上映された際、本人から説明があった。

### 時計台落下シーン

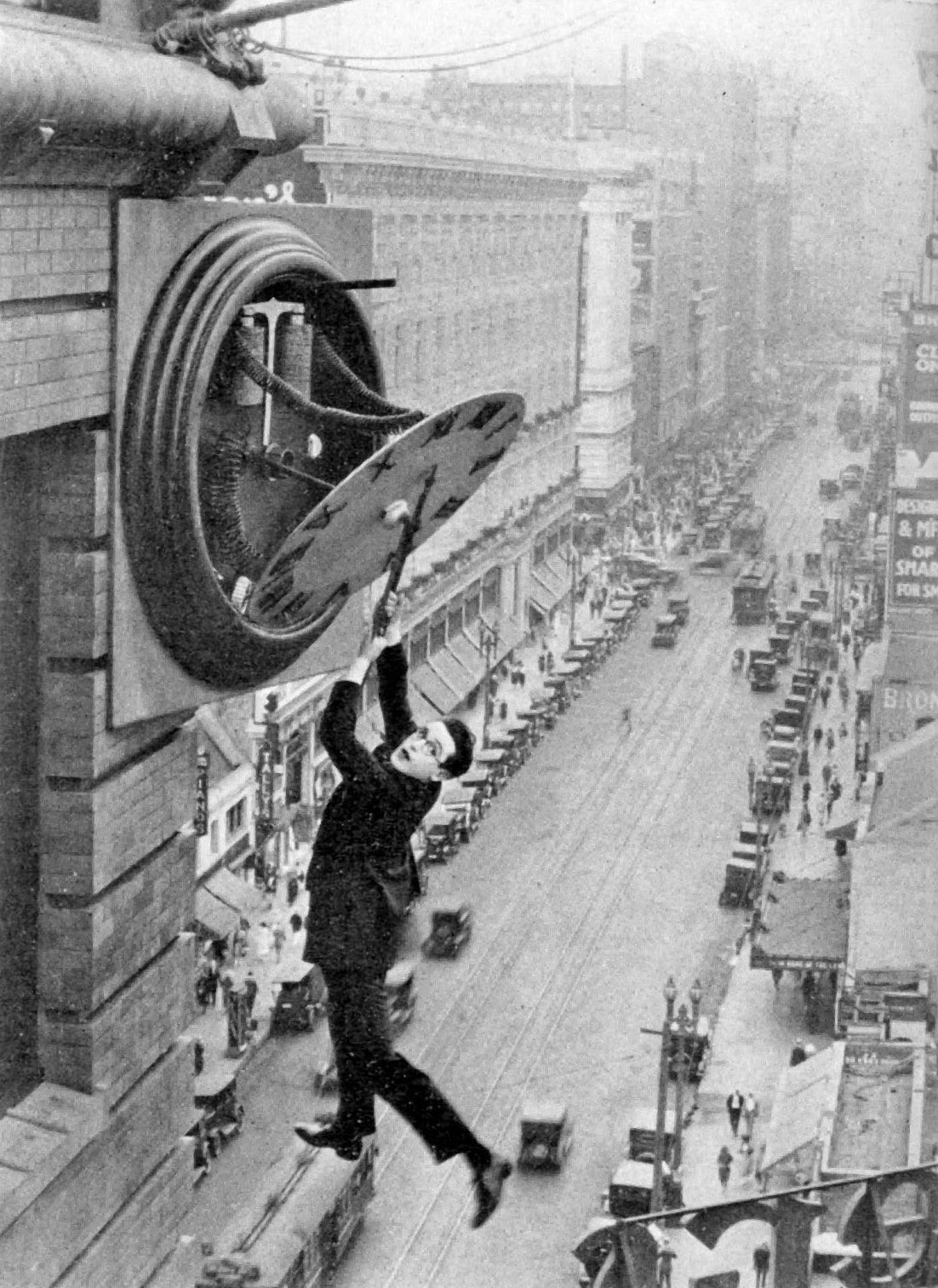
ジャッキー・チェンが手本としたハロルド・ロイドによる『要心無用』での危険なスタント

ジャッキー映画、アクションを語る上で特筆すべきスタントが、本作の「時計台落下シーン」である。基本的にスタントマンを使わないチェンにとっても、高さ20メートル近い時計台の針にぶら下がり、垂直落下してシェードを突き破り地面に叩きつけられるこのアクションは命懸けであった。チェン本人によると、撮影を決心するまで1週間悩んだという。なお、このシーンは喜劇王ハロルド・ロイドの代表作『要心無用』における有名な時計台のシーンからヒントを得ている。
最初はチェンが時計台からの俯瞰ショットからの落下開始を撮り、より安全な低い位置からの落下映像を繋いでいた。しかし、チェンが「時計の針から落ちた映像が欲しい」と要望を出したため、大口役のマースがスタントを務めた。エンド・クレジットで見ることのできる、シェードが破れずに頭から落ちたテイクはダニー・チョウが努めた。チェンが映る瞬間、シェードが破れているカットに切り替わる。

### 削除されたシーン
本作で削除されたシーンは
- 道場での稽古（ジャガーが体術の授業でドラゴンらをしごくシーン）。
- 大口が銃殺されたと思ってしんみりとするドラゴン達の前に、結局は生きていた大口が現れ、一同が幽霊だと勘違いするシーン。
- 軍用ライフルを強奪した後のドラゴンとフェイが身を隠した宿屋のシーンでカットされたストック・フッテージ。

などが存在する。これらはスチル写真や一部がエンディングのNG集に使用されただけであり、「オミット分のフィルムは処分されて現存しない」という風評も立ち、半ば幻の場面となっていたが、2004年に再発売されたDVDに映像特典として収録された。また2007年に発売されたフランス版DVDには、チェンやユン・ピョウ、サモ・ハンらの映画公開時の宣伝映像が収録されており、その中でまた新たな削除シーンを見ることができる。

### 初期バージョン
元々、本作は「陸上編」と「海上編」の二部構成で、3〜4時間にも及ぶ超大作となる予定だった。しかし、ラウ・ハクスンの死去や台風によるセットの崩壊によって変更になった。タイトルは元々「パイレーツ・パトロール」を意味するタイトルだったが、結局は盗作を恐れたスタッフが撮影中に「A計劃」と呼ばれていた仮タイトルを正式なタイトルとした。『バトルクリーク・ブロー』の監督であるロバート・クローズは、『バトルクリーク・ブロー』の他に二つの脚本をチェンのために用意していた。1本は後にジェームス・グリッケンハウスが監督を務めた『プロテクター』と、『Blood Island』という名の海賊映画である。

### 台湾バージョン
106分の香港版よりも長い、115分もの台湾版が存在する。長らくソフトウエア化されていなかったが、2024年９月に88films（アメリカ）から4KUHDでリリースされた。

## 試写会
1984年2月7日（火）完成披露試写会　日比谷有楽座　18時開場　18時30分上映
上映時間：1時間45分　※試写状記載

## ロケ地
- 聖方濟各堂近辺（マカオ）
- 嘉模前地　嘉模聖母堂 カルモ教会（マカオ）
- 嘉模前地　光復街（マカオ）

## DVD

### メガ・スター・ビデオ・ディストリビューション版（香港）
- 発売日：2002/3/22
- 品番：PIBF-91104
- 時間：101分
- サイズ： 4:3シネマスコープ
- 音声
  - 広東語 Dolby Digital 5.1ch
  - 北京語 Dolby Digital 5.1ch
- リージョンコード：ALL
- 片面1層
- 輸入・発売元：パイオニアLDC

### ユニバーサル デジタル・リマスター版
- 発売日：2005/3/25
- 品番：UASD-23806
- 時間：約105分
- サイズ：16:9LBシネマスコープ（スクイーズ）
- 字幕
  - 日本語字幕
  - 日本語吹替補助字幕
- 音声
  - 広東語 Dolby Digital 5.1ch
  - 広東語 5.1ch dts
  - 日本語吹替 2.0ch モノラル（カット版。欠落部分は広東語モノラル収録）
- リージョンコード：2
- 片面2層
- 映像特典
  - オリジナル予告編、ニュートレーラー
  - フォトギャラリー
  - 編集版NG集
  - 未公開フッテージ（北京語音声）
  - プロジェクトA2 史上最大の標的、ポリス・ストーリー/香港国際警察ニュートレーラー

## Blu-ray

### パラマウント デジタル・リマスター版
- 発売日：2011/11/11
- 品番：PBW300014
- 時間：105分
- サイズ：16:9LBシネマスコープ（1080i Hi-Def）
- 字幕
  - 日本語字幕
  - 吹替用日本語字幕
- 音声
  - 広東語 5.1ch DTS-HD Master Audio
  - 日本語吹替 2.0ch モノラル（1987年テレビ朝日版/ノーカット）
- リージョンコード：A
- 2層
- 特典映像
  - オリジナル予告編、ニュートレイラー
  - フォトギャラリー
  - 編集版NG集
  - 未公開フッテージ (北京語音声)
  - 日本語公開復刻版本編 （広東語音声/日本語吹替)
  - 日本公開版予告篇
  - グッズ・フォトギャラリー

### パラマウント デジタル・リマスター版　エクストリーム・エディション
- 発売日：2014/11/26
- 品番：PPWB-300369
- 時間
  - 【インターナショナル版本編】
    - 106分

  - 【日本公開版本編】
    - 105分
- サイズ：16:9LBシネマスコープ（1080i Hi-Def）
- 字幕
  - 【インターナショナル版本編】
    - 日本語/吹替用日本語字幕

  - 【日本公開版本編】
    - 日本語字幕（焼き付け字幕）
- 音声
  - 【インターナショナル版本編】
    - 広東語:5.1DTS-HD Master Audio
    - 日本語吹替:2.0chモノラル（1987年テレビ朝日版）
    - 日本語吹替:2.0chステレオ（2011年WOWOW版）

  - 【日本公開版本編】
    - 広東語:2.0chモノラル
    - 日本語吹替:2.0chモノラル（1987年テレビ朝日版）
    - 日本語吹替:2.0chステレオ（2011年WOWOW版）
- リージョンコード：A
- 2層
- 特典映像
  - Oリング＆リバーシブル仕様ジャケット
  - 日本劇場公開時プレス＆パンフレット復刻版<縮刷版>
  - ジャッキー・チェンを追い求めて（ロケ地めぐり）
  - 香港公開時新年の挨拶映像
  - ユン・ピョウ　インタビュー
  - マイケル・ライ　インタビュー
  - メイキング映像 1
  - メイキング映像 2
  - NGシーン
  - 未公開シーン
  - 英国版予告編
  - 予告編集（オリジナル予告編/インターナショナル版予告編）
  - フォトギャラリー（写真集/スライドショー）
  - グッズ・フォトギャラリー
  - 日本版劇場予告編
  - 日本版TV CM

## 主題歌
ジャッキーが歌う本作の主題歌「東方的威風」（邦題は「PROJECT A」。作詞：ジェームズ・ウォン、作曲：マイケル・ライ）は国際公開版のエンディングテーマとして使用されたもので、本作のテーマ曲に歌詞を付けたものだが、香港公開版には収録されていない。日本では、ビクター音楽産業株式会社（当時）から発売されたLDとVHS、そして近年ユニバーサルから発売されたリマスター版DVDおよびブルーレイの日本語吹き替え音声で聴くことができる。

## パソコンゲーム
- 『プロジェクトA』ポニカ､1984年､PC-8801、MZ-2000、MZ-2200、MSX、PC-6001mkII。

## パチンコ
2007年、藤商事よりパチンコ機「CRプロジェクトA」が発売された。劇中の映像が使用されており、ジャッキーの声は石丸博也の新録音である。

## その他
- 本作のタイトルをパロディ化した、フェアリーダスト制作の劇場用アニメ映画『プロジェクトA子』の、発売時のビデオパッケージはリバーシブルで、裏面は中国語を配した香港映画風のパッケージになっていた。
- アニメ『銀魂』109話にジャッキー･チェンをモデルにした「龍隊長（ドラゴンたいちょう）」（声の担当も石丸博也）というキャラクターが登場し、さらに、サモ･ハン･キンポーをモデルにしたキャラクター（こちらも声の担当は水島裕）や、当作品のパロディシーンが登場する（時計台からの落下、自転車での逃走時にサドルが取れるなど）。
- またアニメ『クレヨンしんちゃん』では以下のように起用されている。
  - スペシャル回「トレジャーハンターみさえ」において、ドラゴン、フェイ、ジャガーを模したパロディキャラが登場している（声は石丸博也、水島裕、関俊彦。なお、3人は国際警察の一員という設定である）。時計台からの落下などが再現されたほか、エンディングでは当作品の主題歌にのせてNG集風の映像が流された。
  - 劇場版作品の｢クレヨンしんちゃん 爆盛!カンフーボーイズ〜拉麺大乱〜｣においては、カンフーの修行に励むマサオがその道中に主題歌を歌うシーンがある。
- 1990年代にはフジテレビのコント番組『ウッチャンナンチャンの誰かがやらねば』で、レギュラーメンバーの内村光良・入江雅人・出川哲朗らがキャラクターを演じた「プロジェクトU」というパロディコントが作られた。酒場での喧嘩シーンや時計台からの落下シーン、自転車から走行中に降りるシーンなどを、実際にそっくりなセットを組んで出演者がアクションを行い忠実に再現させている。内村はジャッキー映画をパロディした作品を他局でも制作しており、ジャッキーは「兄弟だ」と評し、後に内村プロデュースにゲスト出演している[※ 5]。